# Петяярви (посёлок при станции)
Петяярви (фин. Petäjärvi) — посёлок при железнодорожной станции в Петровском сельском поселении Приозерского района Ленинградской области.

## Название
Топоним Петяярви в переводе с финского и карельского языков означает «сосновое озеро».

## История
- Деревня Петяярви на финской карте 1923 года

Название Петяярви до 1949 года носил посёлок Петровское, расположенный в настоящее время в двух километрах от станции. В начале XX века деревня Петяярви выросла, образовав две группы домов — «пристанционная» или «деревенская» часть и «Рюхма» на шоссе.
При переименовании в 1949 году финских названий на Карельском перешейке также планировалось и переименование железнодорожной станции. Однако, согласно железнодорожным правилам, на территории одного региона не могло быть две станции с одним и тем же названием. В связи с этим управление железной дороги автоматически восстановило названия железнодорожным станциям, если такое повторялось (при переименовании) на территории Ленинградской области. Петяярви — один из немногих топонимов, сохранивших своё название после перехода этих земель от Финляндии к Советскому Союзу.
В 1960-е годы центр усадьбы совхоза «Петровский» был перемещён из посёлка Петровское в пристанционный посёлок Петяярви.
По данным 1973 и 1990 годов посёлок при станции Петяярви входил в состав Петровского сельсовета.
В 1997 году в посёлке Петяярви Петровской волости проживали 100 человек, в 2002 году — 90 человек (русские — 89 %).
В 2007 году в посёлке Петяярви Петровского СП проживали 90 человек, в 2010 году — 157 человек.

## География
Посёлок расположен в южной части района на автодороге 41К-261 (Орехово — Петяярви).
Расстояние до административного центра поселения — 2 км.
В посёлке находится железнодорожная платформа Петяярви.
К югу от посёлка находится Государственный природный заказник Гряда Вярямянселькя.

## Демография
| 2007 | 2010 | 2017 |
| ---- | ---- | ---- |
| 90   | ↗157 | ↘86  |

## Улицы
Вокзальная, Еловый проезд, Железнодорожная, Луговая, Садовая, Северная, Цветочная, Шоссейная.